# Rolf Smedmark
Rolf Viktor Smedmark (ur. 1 stycznia 1886 w Sztokholmie, zm. 29 kwietnia 1951 tamże) – szwedzki lekkoatleta specjalizujący się w biegach sprinterskich i skoku wzwyż.
Smedmark reprezentował Królestwo Szwecji podczas V Letnich Igrzyskach Olimpijskich w 1912 roku w Sztokholmie, gdzie wystartował w dwóch konkurencjach. W biegu na 100 metrów z nieznanym czasem zajął w swoim biegu eliminacyjnym drugie miejsce, co pozwoliło mu zakwalifikować się do fazy półfinałowej. Biegu półfinałowego nie ukończył. W skoku wzwyż z miejsca Smedmark odpadł w eliminacjach zajmując siódme miejsce pokonując wysokość 1,45 metra.
Reprezentował barwy sztokholmskiego klubu Mariebergs IK.

## Rekordy życiowe
- bieg na 100 metrów – 10,8 (1913)